# 그레이 (음악 그룹)
그레이(Grey)는 2015년 결성한 미국의 일렉트로닉 음악 프로듀서 듀오이다. 형제 카일 트레워사(Kyle Trewartha)와 마이클 트레워사(Michael Trewartha)가 멤버인 형제 듀오이다.
그들은 미국의 가수 헤일리 스타인펠드의 싱글 "Starving"을 제드와 작업, 그리고 제드의 싱글, "The Middle"을 제드, 마렌 모리스와 함께 작업하며 인지도를 높였다. 중점으로 프로듀싱하는 장르는 퓨처 베이스이다.